# 吉岡日和
吉岡日和（日语：吉岡ひより，1999年8月8日—），日本AV女優。所屬的事務所是ループエンターテイメント。

## 簡歷
因為憧憬桃乃木香奈，所以在2019年10月19日成為S1的專屬女優並在AV界出道。因為容貌而被稱為『清純派妹系（AV女優）』。
出道作在FANZA的每周銷量的9月18日中排第11名。在2020年1月粉絲數達到1萬人。
2021年1月發表從S1畢業。同年3月宣布轉移到FALENO。

## 人物
興趣是玩電子遊戲（尤其是FPS類）。由於是從廚藝學校畢業所以擅長烹飪。

## 外部連結
- 吉岡日和的X（前Twitter）
- 吉岡ひより的Instagram帳戶